# Mark Spitz
Mark Andrew Spitz (Modesto, 10 de fevereiro de 1950) é o segundo maior nadador olímpico e também o segundo maior nadador em medalhas de ouro numa mesma Olimpíada de todos os tempos.
Em apenas 5 anos como profissional, Spitz conquistou 11 medalhas olímpicas (9 de ouro, 1 de prata e 1 de bronze).
Durante os Jogos Olímpicos de Munique, em 1972, ele conquistou 7 medalhas de ouro em diversas modalidades, quebrando o recorde mundial em todas elas. Este recorde (mais medalhas de ouro conquistadas numa mesma olimpíada), que parecia imbatível, foi superado apenas por Michael Phelps, que conquistou 8 vitórias e quebrou sete recordes mundiais nos Jogos Olímpicos de Pequim, em 2008.

## Biografia
Spitz nasceu no estado da Califórnia, mas quando tinha apenas dois anos de idade sua família mudou-se para o Havaí, onde aprendeu a nadar. De volta a seu estado natal quatro anos mais tarde, começou a nadar sob a orientação do técnico Sherm Chavoor, que se tornaria seu mentor e de diversos outros campeões olímpicos. Aos dez anos, Spitz começou a mostrar seu potencial para o esporte, ao quebrar dezessete recordes nacionais e um recorde mundial da natação para a sua faixa de idade. Depois de passar toda a adolescência como o mais promissor dos jovens nadadores americanos, ele conquistou, aos dezessete anos, cinco medalhas de ouro nos Jogos Pan-Americanos de Winnipeg, em 1967.
Apesar de favorito para as provas de natação dos Jogos Olímpicos da Cidade do México em 1968, Spitz foi afetado pela altitude da capital mexicana e conquistou apenas duas medalhas de ouro, por equipes, nos 4X100 e nos 4x200 livres, ficando com a medalha de prata na prova dos 100m nado borboleta e com a medalha de bronze dos 100m nado livre.

### Do fracasso à glória

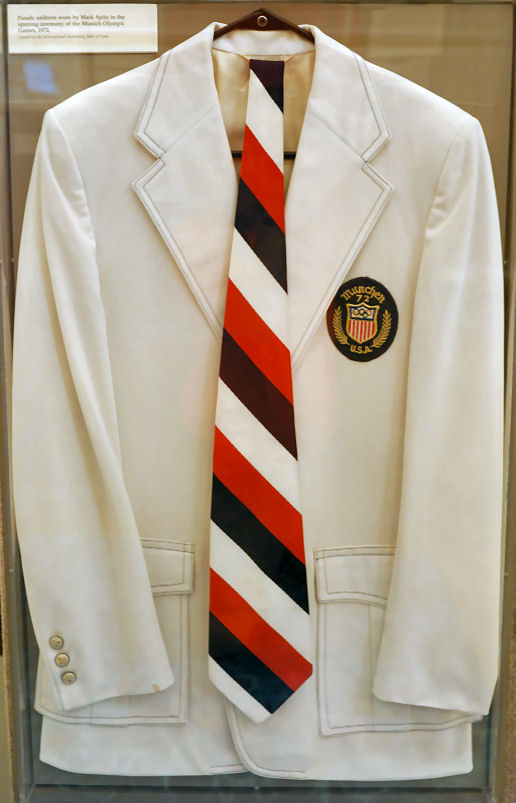
Roupa usada por Mark Spitz durante os Jogos Olímpicos de 1972, em Munique, em exibição no Museu da Florida - Miami Beach

Desapontado com sua performance no México, ele voltou aos Estados Unidos e entrou para a Universidade de Indiana, onde passou a ser treinado pelo famoso técnico Doc Counsilman, que havia sido o treinador da equipe norte-americana de natação nos Jogos de 1968. No período de 1968 a 1972, sob a guarda  de Counsilman, Mark venceu todos os campeonatos norte-americanos de natação e tornou-se o Nadador do Ano de 1969, 1971 e 1972 em todo o mundo e Atleta Amador dos Estados Unidos, em qualquer esporte, em 1971.
De volta aos Jogos Olímpicos, em Munique 1972, Spitz entrou para a história ao conquistar sete medalhas de ouro nas provas da natação, quebrando o recorde mundial de todas elas, e tornando-se o grande nome da natação norte-americana e mundial em todos os tempos. Spitz disputou e venceu os 100m livre, 200m livre, 100m borboleta, 200m borboleta, 4x100m livre, 4x200m livre e 4X100m estilos (medley).
Seus feitos, entretanto, foram obscurecidos pelo famoso Massacre de Munique, que custou a vida de 11 atletas israelenses, seqüestrados na vila olímpica e mortos por terroristas palestinos durante os Jogos. Spitz, americano de origem judaica, foi retirado às pressas do país por forças de segurança dos Estados Unidos.

### Aposentadoria precoce
Devido a este fato, Spitz retirou-se da natação com apenas 22 anos de idade e 5 como profissional, e enriqueceu fazendo comerciais de todo tipo de produtos – foi sua época de garoto de ouro dos EUA - e a participar de programas famosos da tv americana, mas, desconfortável com essa carreira para a qual reconhecia não ter talento, retirou-se definitivamente do show-business ainda nos anos 1970.
Em 1991, o diretor de cinema Bud Greenspan ofereceu-lhe um milhão de dólares para que ele voltasse às piscinas e tentasse se qualificar para disputar as seletivas norte-americanas para os Jogos de Barcelona de 1992. Aos 41 anos e filmado pelas câmeras de Greenspan, Spitz tentou por diversas vezes mas não conseguiu atingir os índices oficiais.

## Medalhas olímpicas de Mark Spitz
| Ouro   | México 1968  | 4x100m livres p/equipe  |
| Ouro   | México 1968  | 4x200 m livres p/equipe |
| Ouro   | Munique 1972 | 100m livres             |
| Ouro   | Munique 1972 | 200 m livres            |
| Ouro   | Munique 1972 | 100m borboleta          |
| Ouro   | Munique 1972 | 200m borboleta          |
| Ouro   | Munique 1972 | 4X100 livres p/equipe   |
| Ouro   | Munique 1972 | 4x200 livres p/equipe   |
| Ouro   | Munique 1972 | 4x100 medley            |
| Prata  | México 1968  | 100m borboleta          |
| Bronze | México 1968  | 100m livres             |

## Recordes mundiais de Mark Spitz
(período como detentor do recorde)
Provas individuais:
- 100m livres – entre agosto de 1970 e junho de 1975
- 200m livres – entre julho de 1969 e agosto de 1974
- 100m borboleta – entre julho de 1967 e agosto de 1977
- 200m borboleta – 4 vezes: entre julho e agosto de 1967, outubro de 1967 e agosto de 1970, agosto de 1971, e agosto de 1972 a junho de 1976

Como integrante dos revezamentos dos Estados Unidos da América:
- 4x100m livres - 2 vezes: entre outubro de 1968 e agosto de 1970, e entre agosto de 1972 e setembro de 1974
- 4x200m livres - entre setembro de 1971 e setembro de 1973
- 4x100m medley – entre setembro de 1971 e julho de 1976

## Hall da Fama
- 1977 - International Swimming Hall of Fame[3]
- 1979 - International Jewish Sports Hall of Fame[4]
- 1983 - United States Olympic Hall of Fame[5]
- 2007 - San Jose Sports Hall of Fame[6][7]
- 2007 - National Jewish Museum Sports Hall of Fame[8]
- 2007 - Long Beach City College Hall of Fame[9]
- 2011 - Indiana University Athletics Hall of Fame[10]